# Saint-Sulpice-le-Guérétois
Saint-Sulpice-le-Guérétois è un comune francese di 2 096 abitanti situato nel dipartimento della Creuse nella regione della Nuova Aquitania.

## Società

### Evoluzione demografica
Abitanti censiti

### Gemellaggi
Torreano